# Françoise Dorner
Françoise Dorner (* 17. Juni 1949 in Paris) ist eine französische Schauspielerin und Schriftstellerin.

## Leben
Françoise Dorner begann bereits als Jugendliche ihre Schauspielkarriere und war in den 1960er Jahren in kleineren Nebenrollen in mehreren Fernsehserien zu sehen. Neben mehreren Theaterengagements war sie ab 1975 vereinzelt auch in Kinofilmen wie Flic Story – Duell in sechs Runden und Tag der Gewalt auf der Leinwand zu sehen. Ohne größere Hauptrollen war sie regelmäßig bis 2004 bei Film- und Fernsehproduktionen beschäftigt.
Nachdem sie bereits einige Theaterstücke schrieb, debütierte Dorner 2004 mit La Fille du rang derrière, welcher 2010 beim Schweizer Diogenes Verlag unter dem deutschen Titel Die Frau in der hinteren Reihe erschien, als Schriftstellerin. Nachdem sie für ihr Debütwerk mit dem Prix Goncourt du premier roman ausgezeichnet wurde, erhielt sie für ihren zweiten, 2006 erschienenen, Roman La Douceur assassine den Prix Émile-Augier. Dieser Roman wurde bereits 2007 vom Diogenes Verlag unter dem Titel Die letzte Liebe des Monsieur Armand verlegt und 2013 von der deutschen Regisseurin Sandra Nettelbeck unter dem Titel Mr. Morgans letzte Liebe verfilmt.

## Werke
Theaterstücke
- L'Hirondelle
- Le Parfum de Jeannette
- Bonheur Parfait (2000)

Romane
- La Fille du rang derrière (2004)
  - Die Frau in der hinteren Reihe, Diogenes Verlag, Zürich 2010, ISBN 978-3-257-24034-4
- La Douceur assassine (2006)
  - Die letzte Liebe des Monsieur Armand, Diogenes Verlag, Zürich 2007, ISBN 978-3-257-06603-6
  - verfilmt als Mr. Morgans letzte Liebe 2013
- Magic Retouches (2009)
- Tartelettes, jarretelles et bigorneaux (2011)

## Filmografie (Auswahl)
- 1972: Die Melchiors (Fernsehserie, 2 Folgen)
- 1975: Flic Story – Duell in sechs Runden (Flic Story)
- 1975: Tag der Gewalt (La rage au poing)
- 1984: Der Zwilling (Le jumeau)
- 1995: Die Affäre Dreyfus (L'affaire Dreyfus)
- 1999: Die Sekretärin des Weihnachtsmanns (La secrétaire du père Noël)
- 2003: Sense für den Boss (La faux)
- 2004: La Crim’ (Fernsehserie, 1 Folge)